# Vieu-d’Izenave
Vieu-d’Izenave – miejscowość i gmina we Francji, w regionie Owernia-Rodan-Alpy, w departamencie Ain.

## Demografia
Według danych ze stycznia 2012 r. gminę zamieszkiwało 699 osób, a gęstość zaludnienia wynosiła 29,5 osób/km².